# Hosta
Hosta eller Funkie (Hosta) er en planteslægt med mere end 30 arter, der er udbredt i Østasien med tyngdepunktet i Japan. Det er stauder, som danner kraftige rodstokke eller jordstængler. De grundstillede blade danner tætte rosetter, som består af lancetformede eller ovale blade med buede strenge og hel rand. Blomstringen foregår sidst på sommeren, hvor man ser særlige skud med endestillede toppe af hvide eller violette klokkeformede blomster. Her omtales kun de arter og hybrider, som dyrkes i Danmark.
| Beskrevne arter |

- Broget hosta (Hosta undulata)
- Hosta plantaginea
- Hosta sieboldiana
- Hosta sieboldii
- Hosta ventricosa'
- Høsthosta (Hosta lancifolia)
- Klasehosta (Hosta fortunei)
- Koreansk hosta (Hosta minor)
- Pragthosta (Hosta crispula)

| Andre arter |

- Hosta decorata
- Hosta elata
- Hosta helonioides
- Hosta kikutii
- Hosta longipes
- Hosta montana
- Hosta odorata
- Hosta rectifolia
- Hosta tardiflora
- Hosta tokudama
- Hosta tsushimensis